# Rebévelier
Rebévelier là một đô thị trong huyện Jura bernois, bang Valais, Thụy Sĩ. Đô thị này có diện tích km2, dân số thời điểm tháng 12 năm 2009 là người.